# Phavaraea ortropea
Phavaraea ortropea är en fjärilsart som beskrevs av Druce 1893. Phavaraea ortropea ingår i släktet Phavaraea och familjen tandspinnare. Inga underarter finns listade i Catalogue of Life.